# Maurice Graffen
Maurice Graffen (6 de abril de 1924) es un deportista francés que compitió en piragüismo en la modalidad de aguas tranquilas. Ganó una medalla de bronce en el Campeonato Mundial de Piragüismo de 1954 en la prueba de K4 1000 m.
Participó en tres Juegos Olímpicos de Verano entre los años 1948 y 1956, su mejor actuación fue un quinto puesto logrando en Melbourne 1956 en la prueba de K2 1000 m.

## Palmarés internacional
| Campeonato Mundial | Campeonato Mundial | Campeonato Mundial | Campeonato Mundial |
| Año                | Lugar              | Medalla            | Evento             |
| ------------------ | ------------------ | ------------------ | ------------------ |
| 1954               | Mâcon (Francia)    | Medalla de bronce  | K4 1000 m          |